# トルコ・日本科学技術大学
トルコ・日本科学技術大学（トルコ・にほんかがくぎじゅつだいがく、トルコ語: Türk-Japon Bilim ve Teknoloji Üniversitesi）は、2017年6月18日にトルコで設立された国立大学。

## 沿革
2013年5月に日本の内閣総理大臣安倍晋三とトルコ首相レジェップ・タイイップ・エルドアンの間で戦略的パートナーシップの構築に関する共同宣言が署名され、合同の国際大学の設置協力が明記されたため、2015年12月より協定締結に向けた交渉が進められていた。
2016年6月30日、日本代表岡浩（トルコ駐箚特命全権大使）とトルコ代表ユスフ・テキン（国家教育省次官）はアンカラでトルコ・日本科学技術大学の設置に関する協定に署名した。協定は10月3日にトルコ共和国官報に掲載され、11月29日に日本で公布・告示された。同年11月11日に発効した。
条約第1条により、トルコ・日本科学技術大学はトルコの高等教育法の適用から除外される。また条約第4条で教育言語が英語に定められた。
2017年6月にトルコでトルコ・日本科学技術大学の設置法が成立、2019年には理事10名（日本側4名、トルコ側6名）が任命された。同年8月2日、第1回理事会が開催された。
2021年11月20日、ベキル・サーミ・ユルバシュ（Bekir Sami Yılbaş）が初代学長に任命された。2023年4月、三原久和がプロボスト（筆頭副学長）に就任した。
2022年5月時点では2023年の開学を目標としていたが、2023年9月時点では2024年秋に学生約30人、教員約10人での開学を予定している。